# لة غاوي دالون (مارغون)
لة غاوي دالون (بالفارسية: له گاوی دالون) هي قرية تقع في إيران في قسم مارغون الريفي. يقدر عدد سكانها بـ 0 نسمة بحسب إحصاء 2016.